# Гомар, Франциск
Франциск Гомар (лат. Franciscus Gomarus, 1563—1641) — голландский протестантский реформатский богослов, проповедник и педагог.

## Биография
Франциск Гомар родился 30 января 1563 года в городе Брюгге.
Был проповедником фламандской церкви во Франкфурте-на-Майне, потом профессором богословия в Лейденском университете и университете Гронингена.
Ф. Гомар энергично боролся против своего соотечественника Арминия и его последователей. В 1603 году Арминий, как и Гомар был профессором богословия в Лейдене и практически сразу они начали теологический спор по вопросу о предопределении. После многих и горячих прений в 1608 году в Гааге назначен был религиозный диспут перед Генеральными штатами Голландии и Западной Фрисландии, между Гомаром и Арминием. Диспут не привел к соглашению, а вскоре после него Арминий умер (1609).
Он принимал непосредственное участие в дордрехтском синоде, постановившем догмат абсолютного предопределения, и добился отлучения арминиан oт реформатской церкви.
Собрание его богословских сочинений было издано уже после его смерти в 1645 и 1664 годах.
Франциск Гомар умер 11 января 1641 года в городе Гронингене.

## Externe link
- Biografisch portaal over Franciscus Gomarus (англ.).